# Leone Foca il Vecchio
Leone Foca, detto anche Leone Foca il vecchio (Kappadokia, 870 circa – Costantinopoli, 919), è stato un generale bizantino.

## Biografia
Appartenente alla famiglia cappadoce dei Foca, era figlio di Niceforo Foca il vecchio. Nel 917 era al comando dell'esercito bizantino che attaccò la Bulgaria col sostegno della marina bizantina guidata da Romano I Lecapeno. Mentre era diretto a Mesembria, dove avrebbe dovuto ricevere rinforzi per mare, il 20 agosto 917 Leone Foca cadde in un'imboscata nei pressi di Anchialo: la battaglia vide la vittoria dei Bulgari, guidati da Simeone I e la morte di molti comandanti bizantini. Leone fu tuttavia in grado di raggiungere Mesembria e salvare la vita.
In seguito Leone tentò di salire al soglio imperiale con l'appoggio dell'imperatrice Zoe Carbonopsina, quarta moglie di Leone VI. Fu però avversato da Romano I Lecapeno, il quale all'inizio del 919 attuò un colpo di Stato, entrò a Costantinopoli con la flotta e assunse la corona dei basileis. Si giunse allo scontro fra i due pretendenti; ma Leone Foca fu sconfitto in battaglia, fatto accecare e poi uccidere da Romano Lecapeno.